# محمدرضا دشتی اردکانی
محمدرضا دشتی اردکانی (زاده ۱۳۴۳ در اردکان) سردفتر اسناد رسمی، نمایندۀ مردم اردکان در دوره یازدهم مجلس شورای اسلامی، عضو کمیسیون برنامه، بودجه و محاسبات، رئیس فراکسیون گردشگری و میراث فرهنگی و رئیس مجمع نمایندگان استان یزد و عضو هیأت مدیره انجمن علمی حقوق شناسی هست  و سرپرست معاونت حقوقی و پارلمانی وزارت اقتصاد هست. او پیش از نمایندگی مجلس، عضو هیئت مدیره و رئیس کانون سردفتران و دفتریاران، عضو دادگاه تجدید نظر انتظامی سردفتران و دفتریاران و رئیس کانون و مدیر مسئول مجله کانون سردفتران بود.
محمد رضا دشتی اردکانی، یکی از بهترین نماینده های مردم اردکان در ادوار گذشته بود که توسط برخی از سیاستمداران اردکانی با تهمت های وارده به صورت علنی تخریب شد و در تقابل با پوردهقان در انتخابات دوره دوازدهم مجلس شورای اسلامی شکست خورد.

## تحصیلات
او تحصیلات حوزوی خارج فقه و اصول دارد و تحصیلات دانشگاهی را نیز در رشته فقه و مبانی حقوق اسلامی گذرانده‌است.

## دیدگاه‌ها
دشتی اردکانی دیدگاه‌هایی دربارهٔ فساد دارد. او همچنین دیدگاه هایی دربارۀ تنظیم رسمی اسناد و معاملات دارد و معتقد است انجام این کار فقط در صلاحیت دفاتر اسناد رسمی است. راهبرد دشتی اردکانی در زمینۀ ترویج فرهنگ اسناد رسمی است و حرفۀ اسناد رسمی را شاخص و نشان دهندۀ حرکت و کیفیت حرکت دستگاه‌های مختلف علمی و اجرایی در کشور می‌داند. او معتقد است که ثبت اسناد و دفاتر رسمی، موجب درآمیخته شدن علوم و فنون و حاصل پیوند تکنولوژی، حقوق، اقتصاد، آمار و مانند اینها است.
او مدعی است که کانون سردفتران در دوران مدیریت او در زمینه تعاملات بیرونی با اتحادیه جهانی سردفتران، امضای تفاهم نامه با برخی کشورهای مهم و عضو آن و تبادل اندیشه‌ها و بهره‌گیری از تجربیات دیگران ضمن بومی سازی آن تلاش هایی انجام داده‌است.
دشتی اردکانی یکبار با شکایت پلیس به دلیل حمایت او از دفاتر اسناد رسمی برای ثبت مالکیت خودرو به شعبه دوازدهم دادسرای کارکنان دولت احضار شد.